# カドー郡 (ルイジアナ州)
カドー郡（英: Caddo Parish）は、アメリカ合衆国ルイジアナ州の北西隅に位置する郡である。人口は23万7848人（2020年）。郡庁所在地はシュリーブポートであり、同郡で人口最大の町である。
カドー郡はシュリーブポート・ボージャーシティ都市圏に属している。

## 地理
アメリカ合衆国国勢調査局に拠れば、郡域全面積は937平方マイル (2,426.8 km2)であり、このうち陸地882平方マイル (2,284.4 km2)、水域は55平方マイル (142.4 km2)で水域率は5.86％である。

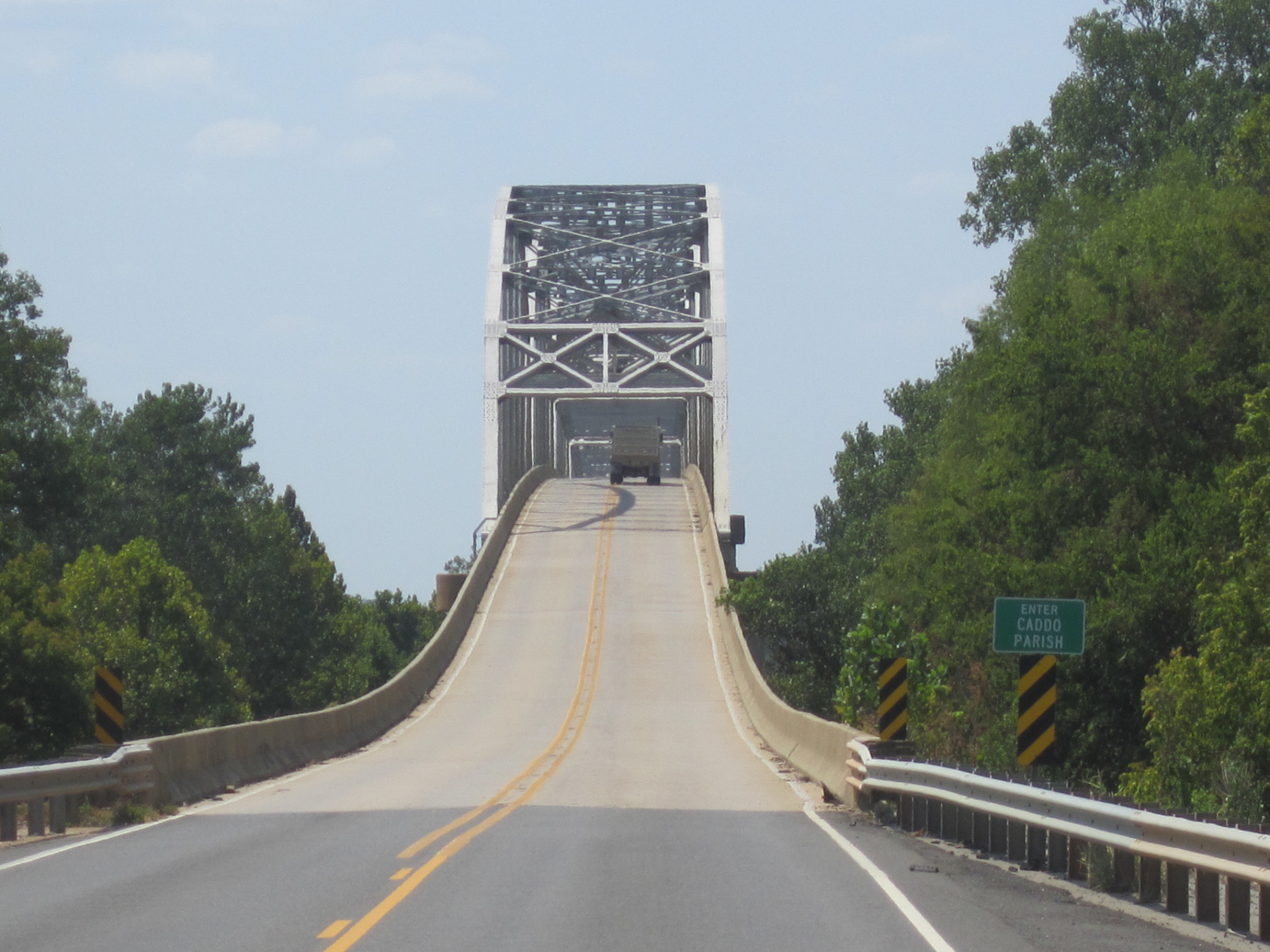
レッド川に架かる橋

### 主要高規格道路
- 州間高速道路20号線
- 州間高速道路220号線
- 州間高速道路49号線
- アメリカ国道71号線
- アメリカ国道79号線
- アメリカ国道80号線
- アメリカ国道171号線

### 隣接する郡
- ミラー郡 (アーカンソー州) - 北
- ラファイエット郡 (アーカンソー州) - 北東
- ボージャー郡 - 東
- レッドリバー郡 - 南東
- デソト郡 - 南
- パノラ郡 (テキサス州) - 南西
- ハリソン郡 (テキサス州) & マリオン郡 (テキサス州) - 西
- カス郡 (テキサス州) - 北西

### 国立保護地域
- レッド川国立野生生物保護区（部分）

## 人口動態
以下は2000年の国勢調査による人口統計データである。
| 基礎データ - 人口: 270,971人(2010年） - 世帯数: 119,502 世帯 - 家族数: 68,900 家族 - 人口密度: 110人/km2（286人/mi2） - 住居数: 108,296軒 - 住居密度: 47軒/km2（123軒/mi2） 人種別人口構成 - 白人: 52.91% - アフリカン・アメリカン: 44.61% - ネイティブ・アメリカン: 0.39% - アジア人: 0.69% - 太平洋諸島系: 0.03% - その他の人種: 0.42% - 混血: 0.960% - ヒスパニック・ラテン系: 1.49% 年齢別人口構成 - 18歳未満: 26.8% - 18-24歳: 10.2% - 25-44歳: 27.4% - 45-64歳: 22.0% - 65歳以上: 13.7% - 年齢の中央値: 35歳 - 性比（女性100人あたり男性の人口） - 総人口: 89.7 - 18歳以上: 84.9 | 世帯と家族（対世帯数） - 18歳未満の子供がいる: 30.9% - 結婚・同居している夫婦: 42.2% - 未婚・離婚・死別女性が世帯主: 19.8% - 非家族世帯: 33.7% - 単身世帯: 28.9% - 65歳以上の老人1人暮らし: 10.5% - 平均構成人数 - 世帯: 2.51人 - 家族: 3.11人 収入と家計 - 収入の中央値 - 世帯: 31,4677米ドル - 家族: 38,872米ドル - 性別 - 男性: 31,664米ドル - 女性: 22,074米ドル - 人口1人あたり収入: 17,839米ドル - 貧困線以下 - 対人口: 21.1% - 対家族数: 17.1% - 18歳未満: 30.8% - 65歳以上: 16.1% |

## 都市と町

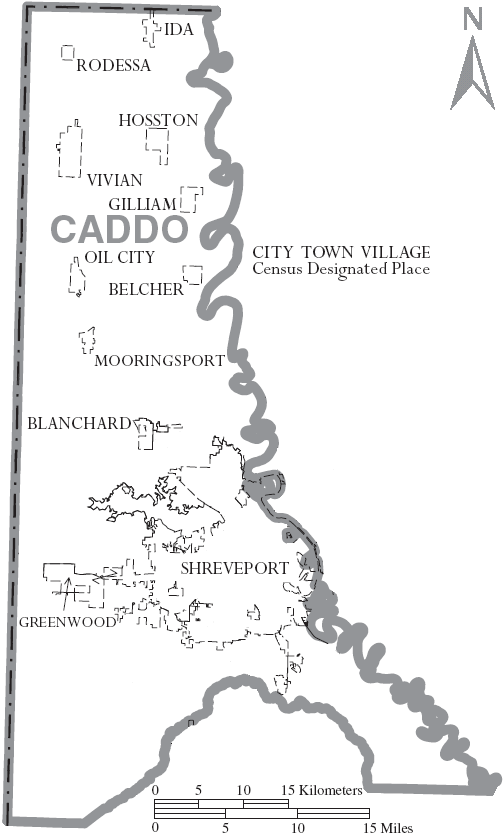
カドー郡図

### 都市
- シュリーブポート - 郡庁所在地

### 町
- ブランチャード
- グリーンウッド
- オイルシティ
- ビビアン

### 村
- ベルチャー
- ディキシー[5]
- ジリアム
- ホストン
- アイダ
- ムアリングスポート
- ロデッサ

### 未編入の町
- キースビル

## 郡政府
シュリーブポート市には郡庁舎がある。カドー郡は第1司法地区を構成している。郡庁舎は中心街テキサス通りにあり、民事および刑事裁判所を収めている。

## 政府の機関
ルイジアナ州公衆安全矯正省が郡内未編入領域にあるフォークト・ウェイド矯正所を運営している。

## 2008年と2004年の選挙結果
2008年大統領選挙では共和党のジョン・マケインがルイジアナ州全体を制したが、カドー郡では勝てなかった。民主党のバラク・オバマは総投票数の51％、55,536票を得た。マケインは48％、52,228票に留まった。他の候補が1％を取った。アメリカ合衆国上院議員の選挙では、民主党の現職メアリー・ランドルーが58％、60,558票を獲得し、挑戦者の共和党ジョン・ケネディを退けた。ケネディは40％、41,348票だった。他の候補者が2％を取った。2004年大統領選挙では、共和党のジョージ・W・ブッシュが総投票数の51％、54,292票を獲得し、カドー郡を制した。民主党のジョン・ケリーは48％、51,739票だった。

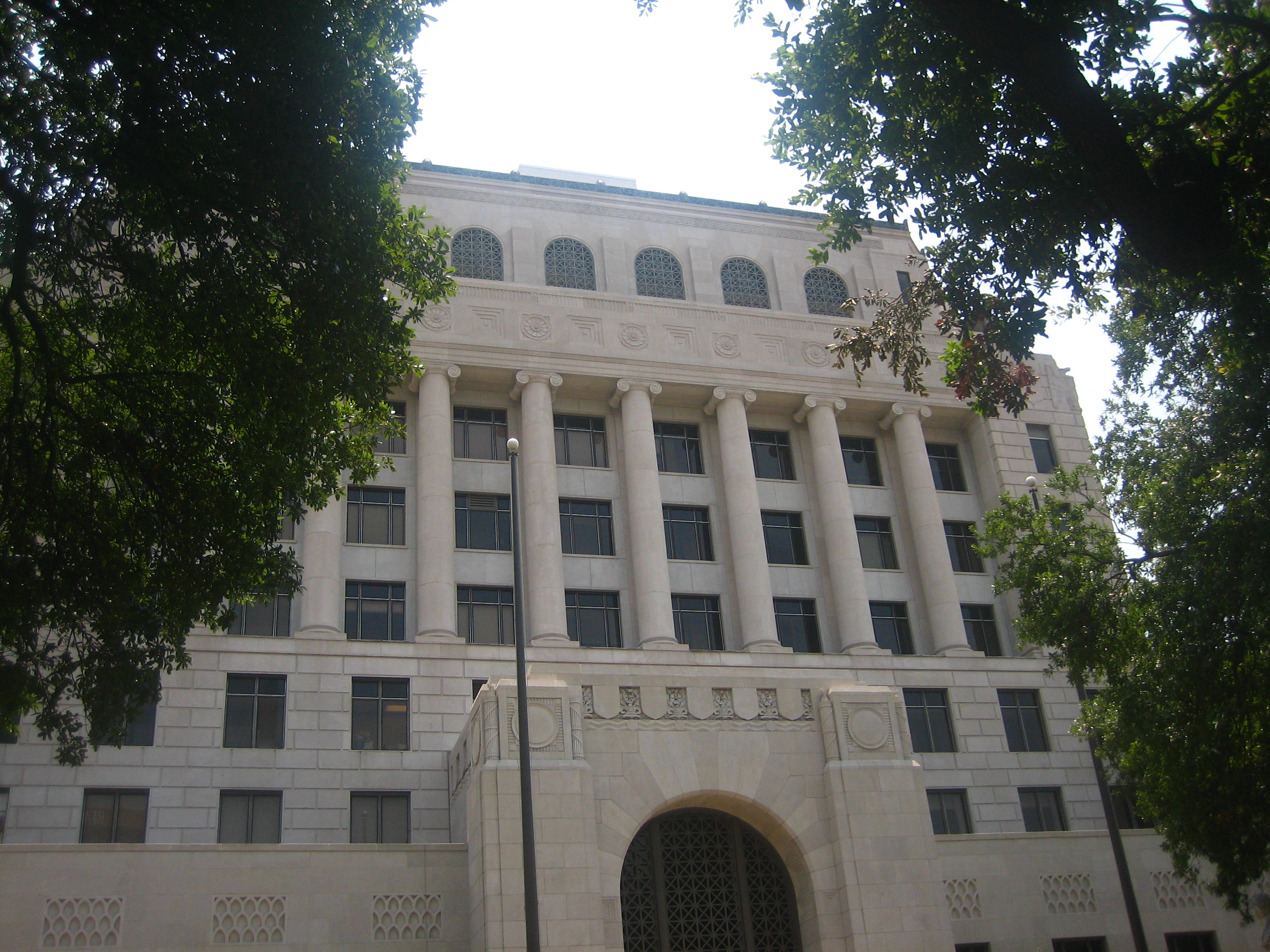
カドー郡庁舎上部、シュリーブポート市中心街テキサス通りにある。設計はエドワード・F・ニールド。この郡庁舎がハリー・S・トルーマンの目に留まり、トルーマンはミズーリ州ジャクソン郡庁舎もデザインさせるためにニールドを雇用した。その後ニールドはトルーマン図書館の設計を行って居る間に死亡した
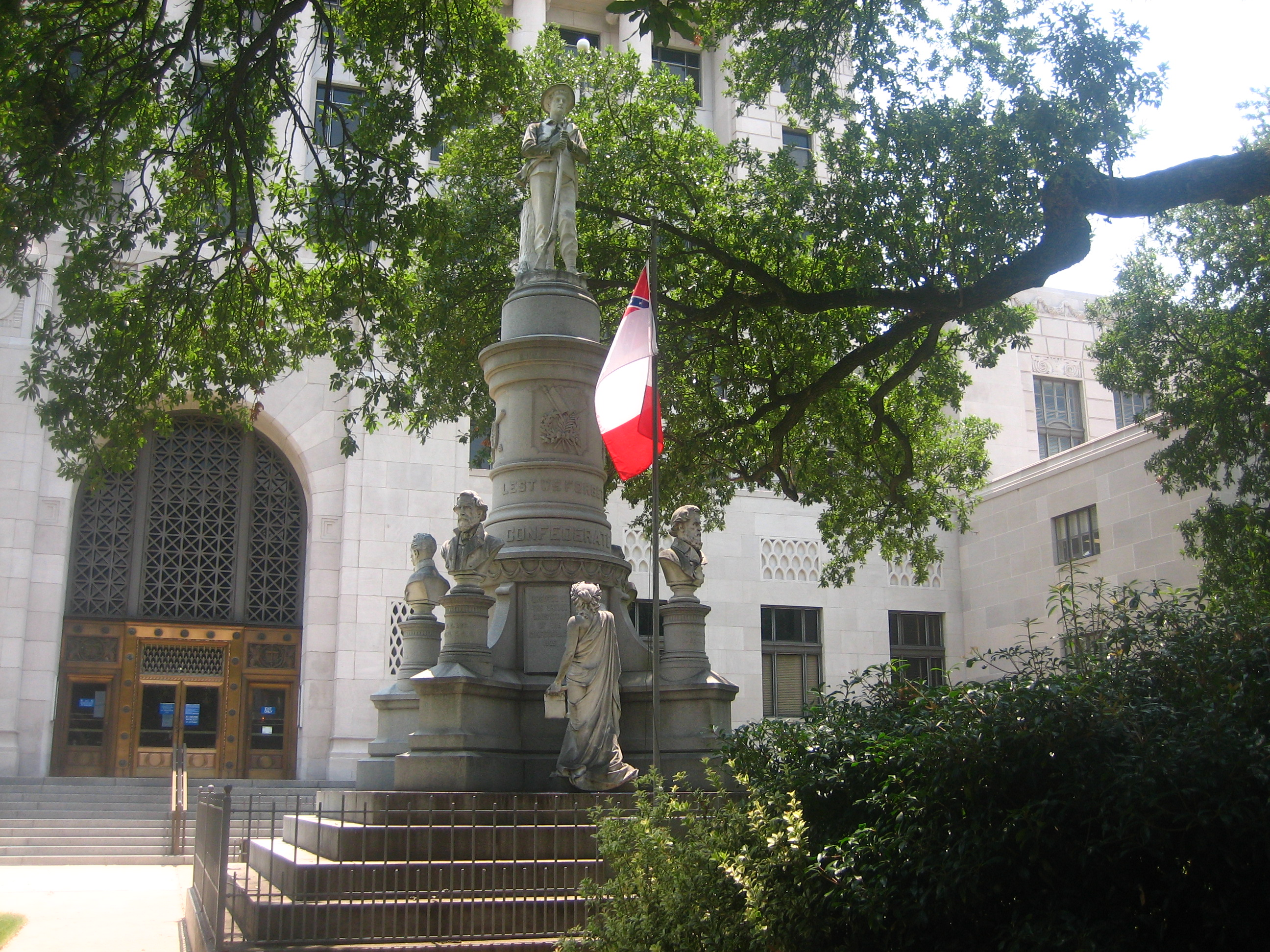
カドー郡庁舎前の南軍記念碑
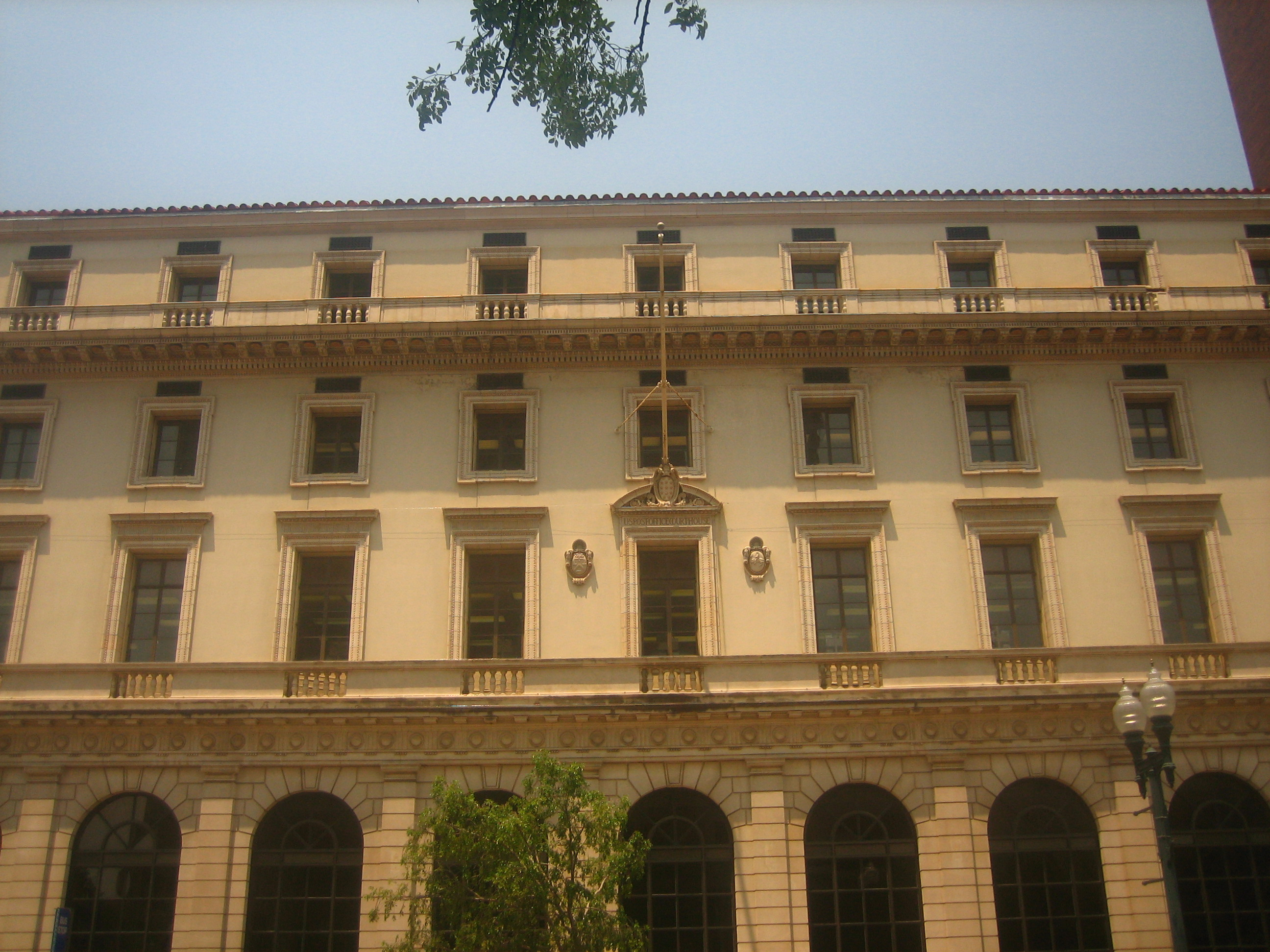
シュリーブポート市中心街の元郵便局と庁舎があった場所に建つシュリーブ記念図書館